# III Spadochronowe Mistrzostwa Polski w Akrobacji Zespołowej RW-4 Kraków 1994
 III Spadochronowe Mistrzostwa Polski w Akrobacji Zespołowej RW-4 Kraków 1994 – odbyły się 29 czerwca–3 lipca 1994  na lotnisku Kraków-Pobiednik. Gospodarzem Mistrzostw był Aeroklub Krakowski, a organizatorem Aeroklub Polski i Aeroklub Krakowski. Do dyspozycji skoczków był śmigłowiec Mi-8. Skoki wykonywano z wysokości 2 700 metrów i opóźnieniem 35 sekund. Rozegrano 6 kolejek skoków.

## Rozegrane kategorie
Mistrzostwa rozegrano w jednej kategorii :
- Akrobacja zespołowa RW-4.

## Kierownictwo Mistrzostw
- Dyrektor Mistrzostw – Kazimierz Skowyra
- Przewodnicząca Jury – Stanisława Mikrut
- Sędzia Główny – Andrzej Nawracaj
- Kierownik Sportowy – Stanisław Sondej
- Obsługa VIDEO – Ryszard Olszowy
- Komisja sędziowska – Maciej Antkowiak, Ryszard Olszowy, Marek Fotyga, Andrzej Belicki, Ireneusz Zalewski, Andrzej Buczkowski, Jacek Szrek.

Źródło: 

## Medaliści
Medalistów III Spadochronowych Mistrzostw Polski w Akrobacji Zespołowej RW-4 Kraków 1994 podano za: Lidia Kosk: Wyniki Mistrzostw Polski w Formation Skydiving, lata 1989–2014. [dostęp 2021-02-08]. (pol.).
| Konkurencja              | Złoto           | Srebro    | Brąz         |
| Akrobacja zespołowa RW-4 | Aeroklub Polski | WKS Wawel | Aeroklub ROW |

## Wylosowane zestawy figur
Wylosowane zestawy figur II Międzynarodowych Spadochronowych Mistrzostw Polski w Akrobacji Zespołowej RW-4 Nowy Targ 1993 podano za: Jan Isielenis, Archiwum Sekcji Spadochronowej Aeroklubu Gliwickiego, 1993. Brak numerów stron w książce
- I kolejka (8 – H – 2)
- II kolejka (1 – L – 18)
- III kolejka (3 – E – 11)
- IV kolejka (13 – Q – M – O).

## Wyniki
Uczestników III Spadochronowych Mistrzostw Polski w Akrobacji Zespołowej RW-4 Kraków 1994 podano za: Lidia Kosk: Wyniki Spadochronowych Mistrzostw Polski – konkurencje Formation Skydiving. 1994. Brak numerów stron w książce
W Mistrzostwach brało udział 7 zespołów  Polska.
| Klasyfikacja – Akrobacja zespołowa RW-4 | Klasyfikacja – Akrobacja zespołowa RW-4                                                                                      | Klasyfikacja – Akrobacja zespołowa RW-4 |
| --------------------------------------- | --- | --------------------------------------- |
| Miejsce                                 | Drużyna | Suma punktów                            |
| 1                                       | Aeroklub Polski Mariusz Bieniek, Krzysztof Filus, Marek Kostrzewa, Mirosław Wyszomirski, Marcin Wilk                         | 25                                      |
| 2                                       | WKS Wawel I Mikołaj Marczyk, Grzegorz Świerad, Tomasz Świerad, Stanisław Gruszka, Sławomir Krzyżanowski                      | 25                                      |
| 3                                       | Aeroklub Rybnickiego Okręgu Węglowego Zygmunt Cielebucki, Wiesław Radke, Jarosław Pawłowski, Mariusz Koba, Sebastian Sobczak | 15                                      |
| bd                                      | WKS Zawisza Jacek Klus, Maciej Lamentowicz, Marek Pietrzak, Jacek Demich, Robert Erdowski                                    | bd                                      |
| bd                                      | WKS Wawel Kraków II Marian Bobowski, Tadeusz Matejek, Rafał Zgierski, Dariusz Czekalski                                      | bd                                      |
| bd                                      | Aeroklub Krakowski Jan Mach, Adam Piskor, Janusz Żurawski, Jan Mustal                                                        | bd                                      |
| bd                                      | WKS Wawel Kraków III Jacek Zych, Tomasz Walaszek, Jarosław Toczko, Monika Sadowy                                             | bd                                      |